# Карельский вопрос

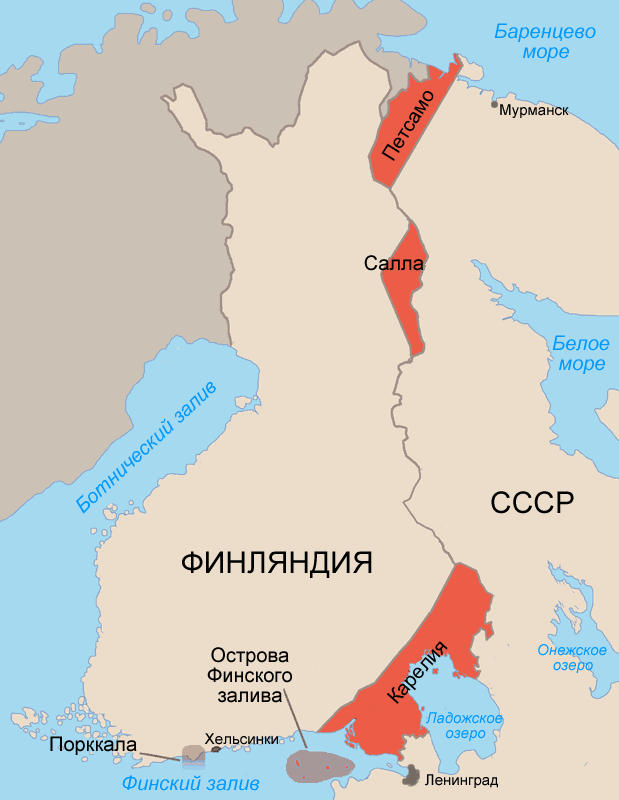
Территории, которые СССР завоевал у Финляндии после Советско-финской войны 1939—1940 гг. и Советско-финской войны 1941—1944 гг. (красный цвет)

Каре́льский вопро́с (фин. Karjala-kysymys) — термин, объединивший взаимные территориальные претензии СССР и Финляндии по контролю над Западной Карелией (Карельский перешеек и Северное Приладожье).

## История

### Образование термина
Термин возник в 1920 году после заключения Тартуского мирного договора между РСФСР и Финляндией, согласно которому спорная территория была закреплена за Финляндией, затем, в результате двух войн 1939—1940 и 1941—1944, указанная территория перешла под контроль СССР. Карело-финское население этой территории было эвакуировано в Финляндию (около 422 тысяч человек).
Московский мирный договор (1940) и Парижский мирный договор между СССР и Финляндией (1947) закрепили территориальные приобретения СССР: Карельский перешеек, Петсамо, Салла — Куусамо и отдалённые острова Финского залива (Гогланд, Большой Тютерс, Мощный и Сескар). Приобретенные СССР земли Западной Карелии вошли в состав Карело-Финской Советской Социалистической Республики. В 1944 году Карельский перешеек вошёл в состав Ленинградской области, а в 1956 году Карело-Финская ССР была преобразована в автономию в составе РСФСР, из названия которой было удалено слово «Финская».

### Возможность передачи Карелии в 1990-е
В разгар Перестройки, по словам дипломата и доктора политологии Юкки Сеппинена, Михаил Горбачёв был готов начать переговоры о передаче Карелии в состав Финляндии в связи с нехваткой ресурсов на восстановление территории Выборга и развития Карельской АССР. Впервые речь о подобном решении «карельского вопроса» зашла летом 1990 года в дни празднования 200-летия Второго Роченсальмского сражения: Сеппинен узнал о переговорах от советника посла СССР в Хельсинки Льва Паузина. Однако президент Финляндии Мауно Койвисто воспротивился подобным переговорам, не желая иметь «конкурента Западной Финляндии в лице Выборга» и не имея возможности заселить Финляндию полностью. О возможности продажи Карелии говорил бывший заместитель главы МИДа Андрей Фёдоров, однако факт самих обсуждений опровергал Геннадий Бурбулис.
Вопрос о пересмотре границы на государственном уровне в итоге не поднимался ни одной из сторон. 30 декабря 1991 года Финляндия признала Россию в качестве государства-продолжателя СССР. В январе 1992 года был заключён Договор между Российской Федерацией и Финляндской Республикой об основах отношений.

### Современное положение дел
Тарья Халонен, избранная весной 2000 года президентом Финляндии, в июне того же года приехала в Москву с официальным визитом и впервые встретилась с Владимиром Путиным. Во время визита финский журналист затронул вопрос о судьбе территории Карелии. Путин на это ответил: «Территориальный вопрос для нас решён и закрыт окончательно», — так он впервые обозначил свою позицию.
В сентябре 2001 года состоялся официальный визит в Финляндию Владимира Путина. Российский президент видел группу митингующих, требующих возврата территорий, и в конце визита сказал: «Мы говорили с президентом Халонен о том, что таких людей нельзя не замечать». По мнению Владимира Путина, высказанному им в ходе этого визита, изменение границ — это не оптимальный способ решения проблем. Наилучшее решение вопроса заключается в развитии интеграции и межгосударственного сотрудничества.
В Финляндии, по данным опросов общественного мнения по состоянию на 2005 год, от 26 до 38 % респондентов выступают за возвращение утраченных территорий, от 52 до 62 % — против. Сторонники возвращения Карелии считают, что Московский (1940) и Парижский (1947) договоры носили вынужденный характер и только Тартуский мирный договор является легитимным, поскольку никогда не был отменён. По данным опроса, проведённого газетой Helsingin Sanomat, 52 % противников воссоединения также полагают, что цена возвращения этих территорий может быть неприемлемой. В ходе опроса, проведенного ассоциацией карельских переселенцев «Карельский Союз», только 5 % респондентов (2,1 % из них — этнические финны) высказалось за возвращение утраченных территорий даже ценой войны, а 83 % против.
«Карельский Союз» действует совместно с внешнеполитическим руководством Финляндии и через его посредство. В соответствии с принятой в 2005 году на съезде ассоциации программой «Карелия», «Карельский Союз» стремится способствовать тому, чтобы политическое руководство Финляндии активно следило за ситуацией в России и начало переговоры с Россией по вопросу возврата отошедших территорий Карелии сразу, как только возникнет реальная основа и обе стороны будут к этому готовы.
Летом 2006 года в прямом эфире радиостанции «Эхо Москвы» министр иностранных дел Финляндии Эркки Туомиоя сказал, что территориальных споров Финляндии с Россией не существует. Он добавил, что «юридических оснований» для требований депортантов из Карелии вернуть им утраченную собственность не существует. «Все перемещённые лица получили от финского правительства компенсации за потери», — пояснил министр.
В 2010 году суд вынес приговор жителю Петрозаводска по статье 280 ч. 1 УК РФ (публичный призыв к осуществлению экстремистской деятельности) и назначил ему штраф в размере 100 тысяч рублей за распространение в Сортавале агитационных листовок с призывами о передаче Финляндии приграничных территорий Карелии, Мурманской и Ленинградской областей, принадлежавших Финляндии до 1940 года.
В январе 2011 года после утверждения президентом РФ Дмитрием Медведевым перечня приграничных территорий РФ, где запрещена продажа земли иностранцам, Карельский вопрос снова был затронут в Финляндии, поскольку в приграничную зону РФ попали бывшие территории Финляндии (Выборгский район Ленинградской области, несколько районов Республики Карелия).
Официальные власти Финляндии признают, что территориального вопроса между Россией и Финляндией не существует.
Сами принудительно перемещённые жители Карелии и их потомки рассматривают решение проблемы, как возвращение их домой, отдельно от «территориального вопроса между Россией и Финляндией». В этом случае правительство Финляндии обязано осуществить возвращение карел за счёт казны, с помощью государственных сил и средств.
В июле 2023 года секретарь Совбеза России Николай Патрушев на совещании по вопросам обеспечения безопасности Карелии заявил, что в Финляндии активизировалась деятельность ультраправых организаций, требующих возвращения территорий, утраченных по итогам Второй мировой войны и пересмотра карельского вопроса.